# Lillsjön (Östra Vingåkers socken, Södermanland, 653591-151644)
Lillsjön är en sjö i Katrineholms kommun i Södermanland och ingår i Nyköpingsåns huvudavrinningsområde. Sjön har en area på 0,0882 kvadratkilometer och ligger 43,9 meter över havet. Sjön avvattnas av vattendraget Bokvarnsån (Svarttorpsån).

## Delavrinningsområde
Lillsjön ingår i det delavrinningsområde (653557-151646) som SMHI kallar för Inloppet i Bjälken. Medelhöjden är 52 meter över havet och ytan är 3,41 kvadratkilometer. Räknas de 35 avrinningsområdena uppströms in blir den ackumulerade arean 718,98 kvadratkilometer. Bokvarnsån (Svarttorpsån) som avvattnar avrinningsområdet har biflödesordning 2, vilket innebär att vattnet flödar genom totalt 2 vattendrag innan det når havet efter 81 kilometer. Avrinningsområdet består mestadels av skog (71 procent) och öppen mark (13 procent). Avrinningsområdet har 0,09 kvadratkilometer vattenytor vilket ger det en sjöprocent på 2,5 procent.